# 72 Feronia
72 Feronia è un piccolo e scuro asteroide della Fascia principale.
Feronia fu il primo asteroide scoperto da Christian Heinrich Friedrich Peters, individuato il 29 maggio 1861 mentre dall'osservatorio dell'Hamilton College di Clinton (New York, USA) cercava l'asteroide 66 Maja. Fu battezzato così in onore di Feronia, una dea romana della fertilità.